# Mark Burchill
Pour les articles homonymes, voir Burchill.
Mark James Burchill, né le 18 août 1980 à Broxburn, West Lothian, est un footballeur international écossais qui évoluait au poste d'attaquant, reconverti entraîneur puis recruteur.

## Carrière
- 1997-2001 : Celtic Glasgow  Écosse
  - sep. 2000-déc. 2000 : Birmingham City  Angleterre (prêt)
  - fév. 2001-2001 : Ipswich Town  Angleterre (prêt)
- 2001-jan. 2005 : Portsmouth  Angleterre
  - fév. 2003-2003 : Dundee FC  Écosse (prêt)
  - 2003-sep. 2003 : Wigan Athletic  Angleterre (prêt)
  - déc. 2003-jan. 2004 : Sheffield Wednesday  Angleterre (prêt)
  - sep. 2004-oct. 2004 : Rotherham United  Angleterre (prêt)
- jan. 2005-2005 : Heart of Midlothian  Écosse
- 2005-2008 : Dunfermline  Écosse
- 2008-2009 : Rotherham United  Angleterre
- 2009-2010 : Kilmarnock FC
- 2010-2012 : EN Paralimni
- 2012-mars 2013 : Esan United
- mars 2013-2015 : Livingston